# زالابر
زالابر (به مجاری:  Zalabér) یک منطقهٔ مسکونی در مجارستان است که در ناحیه زالاسنت‌گروت واقع شده‌است.